# حكومة وصفي التل الرابعة
حكومة وصفي التل الرابعة هي الحكومة الواحدة والخمسون من حكومات المملكة الأردنية الهاشمية. شكّل وصفي التل الحكومة في 22 ديسيمبر عام 1966م، بتكليف من ملك الأردن الحسين بن طلال. وقد حلّت الحكومة في 4 مارس 1974.
.